# Karel Piták
Karel Piták (Hradec Králové, 28 gennaio 1980) è un allenatore di calcio ed ex calciatore ceco, di ruolo centrocampista, tecnico dello Slavia Praga femminile.

## Palmarès

### Giocatore

#### Club
- Coppa della Repubblica Ceca: 2

Slavia Praga: 2001-2002
Jablonec: 2012-2013
- Campionato austriaco: 3

Salisburgo: 2006-2007, 2008-2009, 2009-2010